# Matilde Montoya
Matilde Montoya, född 1859, död 1939, var en mexikansk läkare. Hon blev 1887 den första kvinnliga läkaren i Mexiko.